# والاس د. هايز
والاس د. هايز (بالإنجليزية: Wallace D. Hayes)‏ هو مهندس أمريكي، ولد في 4 سبتمبر 1918، وتوفي في 2 مارس 2001.